# Adriano Soldano
Adriano Soldano (né en 1944) est un naturaliste, entomologiste et botaniste italien.